# Gräberfeld von Großromstedt
Koordinaten: 50° 58′ 45″ N, 11° 29′ 34″ O
Das elbgermanische Gräberfeld von Großromstedt, ein Brandgräberfeld aus der vorrömischen Eisenzeit und Römischen Kaiserzeit wurde in den Jahren 1907 bis 1913 ausgegraben.

## Fundbeschreibung

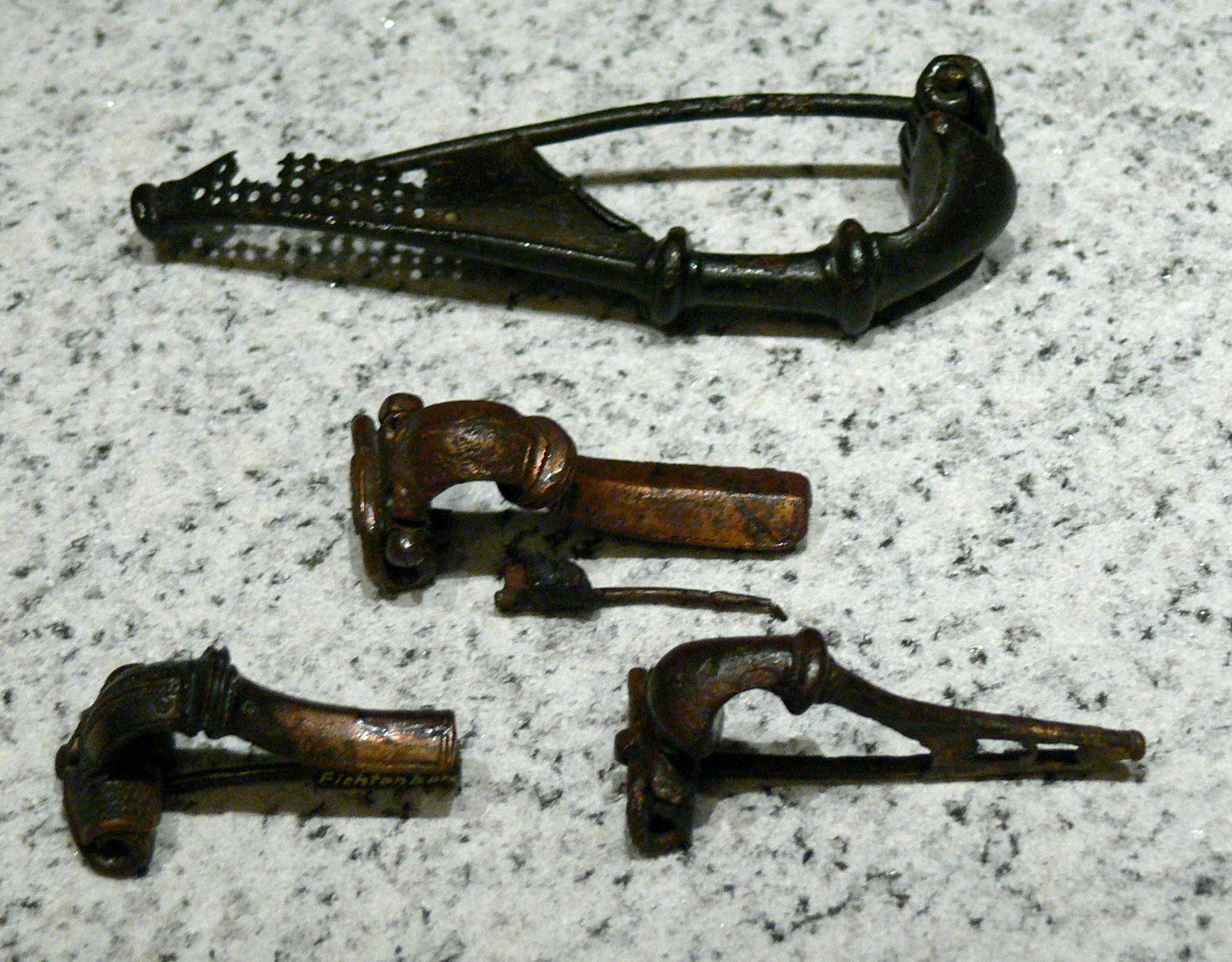
Hermundurenfibeln (1. Jahrhundert n. Chr.) aus Fichtenberg/Elbe

Bei Großromstedt in Thüringen liegt ein großes elbgermanisches Brandgräberfeld der späten vorrömischen Eisenzeit (2. Hälfte des 1. Jahrhunderts v. Chr.) und der frühen Römischen Kaiserzeit. Es wurde in den Jahren 1907 bis 1913 ausgegraben und ist namengebend geworden für den Großromstedter Horizont, eine elbgermanische Kulturgruppe, die sich in den Jahrzehnten vor Christi Geburt auch nach Böhmen und Mainfranken ausbreitete. In der älteren Forschung war die Großromstedter Kultur traditionell mit den Hermunduren verbunden.
So wurden in Thüringen archäologische Funde elbgermanischer Provenienz, wie die von Fibeln, eisernen Waffen, Terrinen, Schalenurnen und rädchenverzierten Keramikteilen bislang zumeist als hermundurisch gedeutet. Man nahm an, dass diese von der Elbe her allmählich nach Süden und Südwesten einwanderten und die dort siedelnden Kelten über den Thüringer Wald abdrängten, sofern sie sich nicht mit ihnen vermischten.